# Мишовиці
Мишовиці (пол. Myszowice, нім. Mauschwitz) — село в Польщі, у гміні Корфантув Ниського повіту Опольського воєводства.
Населення — 156 осіб (2011).

## Демографія
Демографічна структура станом на 31 березня 2011 року:
|          | Загалом | Допрацездатний вік | Працездатний вік | Постпрацездатний вік |
| -------- | ------- | ------------------ | ---------------- | -------------------- |
| Чоловіки | 79      | 19                 | 56               | 4                    |
| Жінки    | 77      | 9                  | 43               | 25                   |
| Разом    | 156     | 28                 | 99               | 29                   |